# Pusté nivy
Pusté nivy byla přírodní památka ev. č. 1962 poblíž obce Kunín v okrese Nový Jičín. Oblast spravovala AOPK ČR Správa CHKO Poodří.
Důvodem ochrany byl zbytek lužního lesa s mohutnými trsy lípy srdčité, zaplavované tůně. Ochrana území byla zrušena ke dni 22. září 2014 rozhodnutím Správy chráněné krajinné oblasti Poodří.

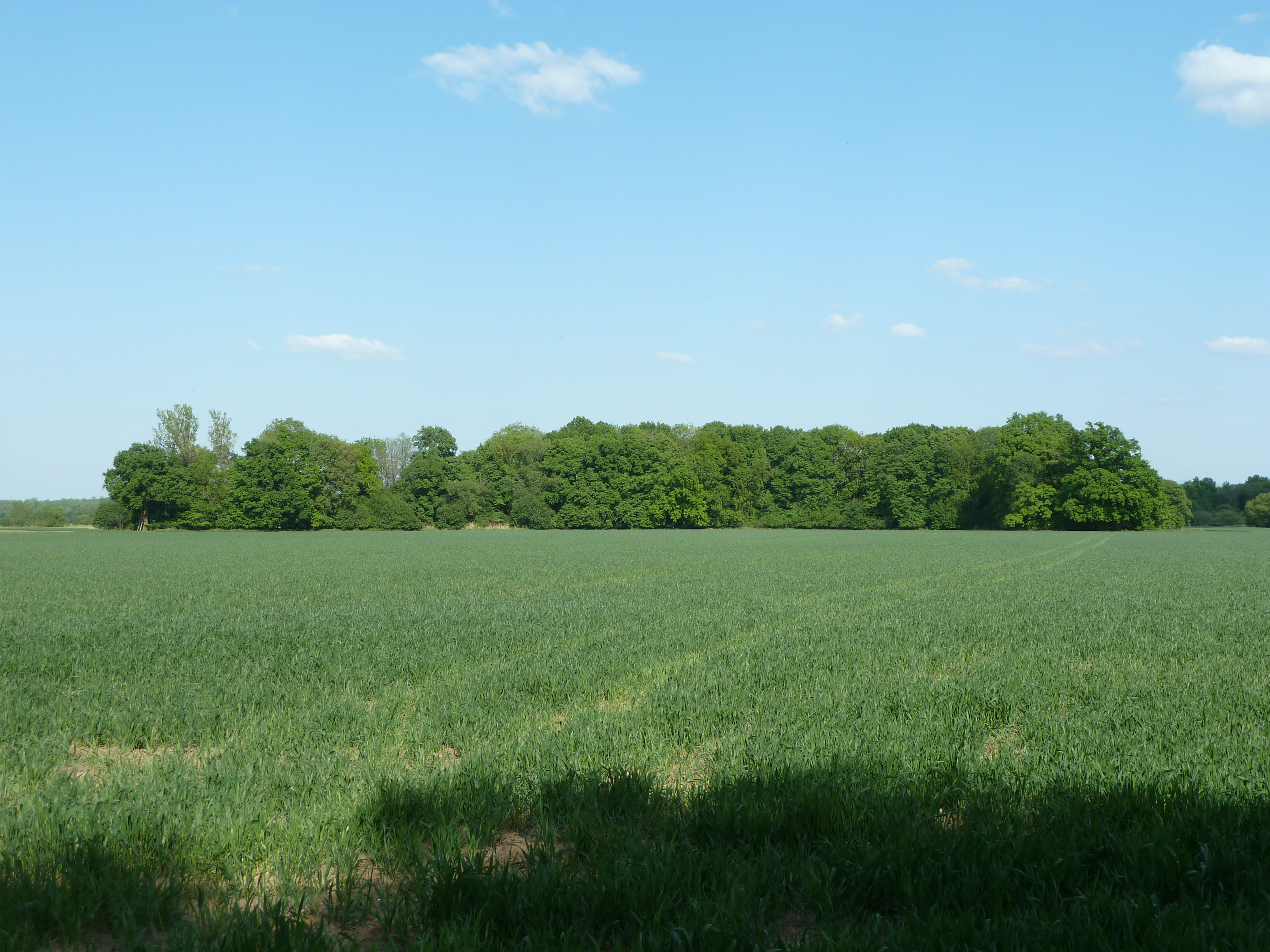
Pohled na přírodní památku ze západu
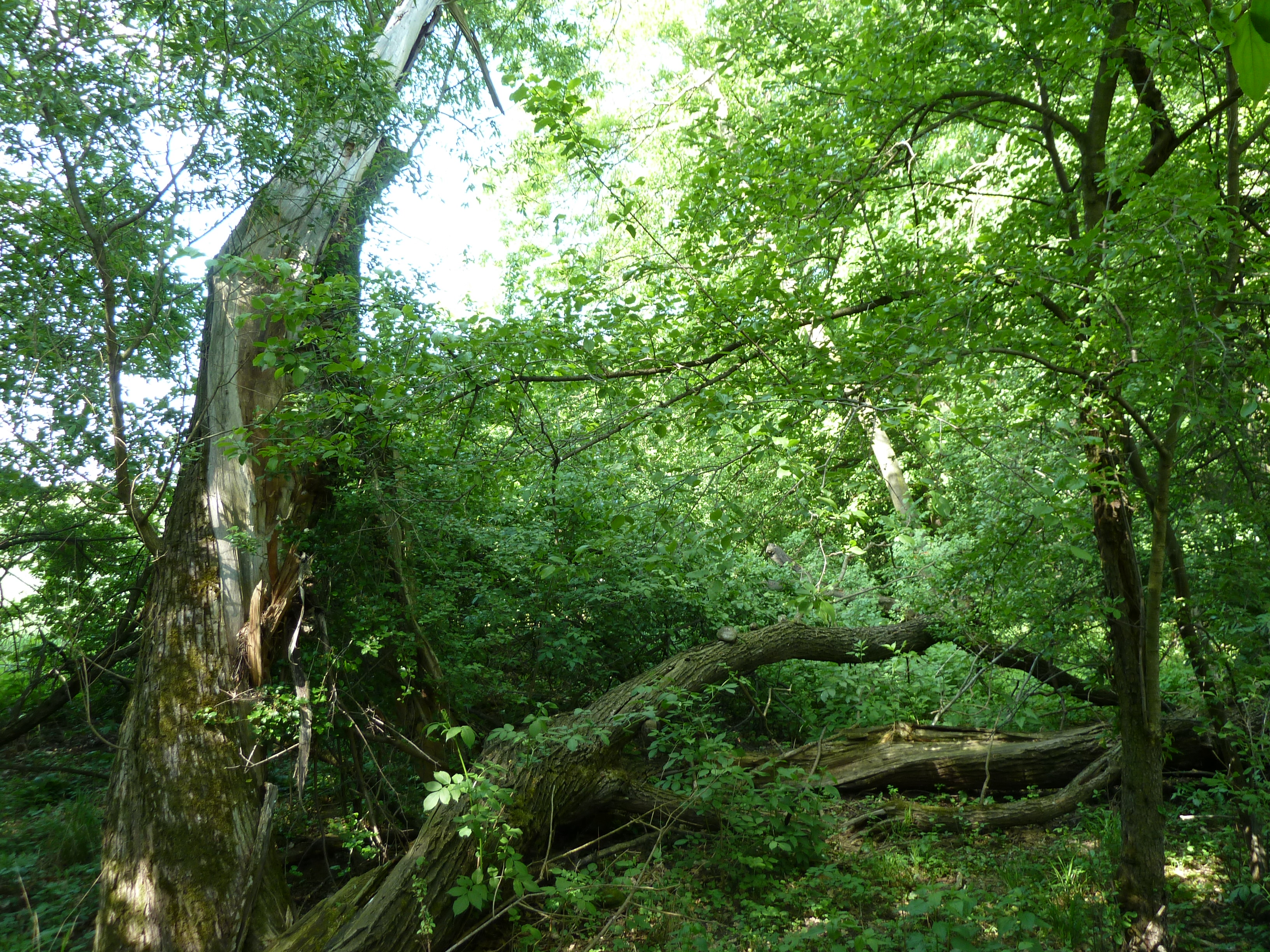
Padlý strom
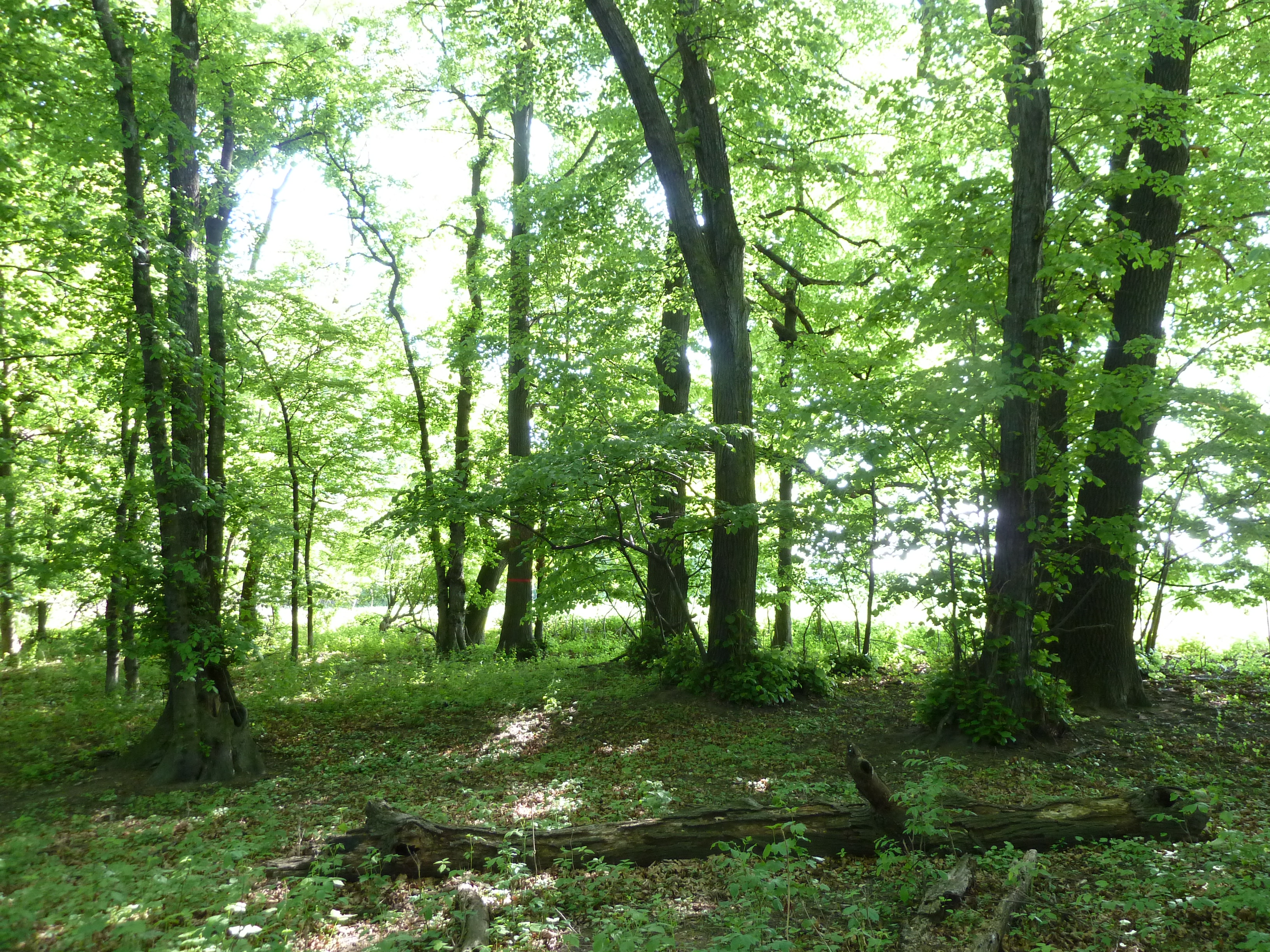
Mladší lípy
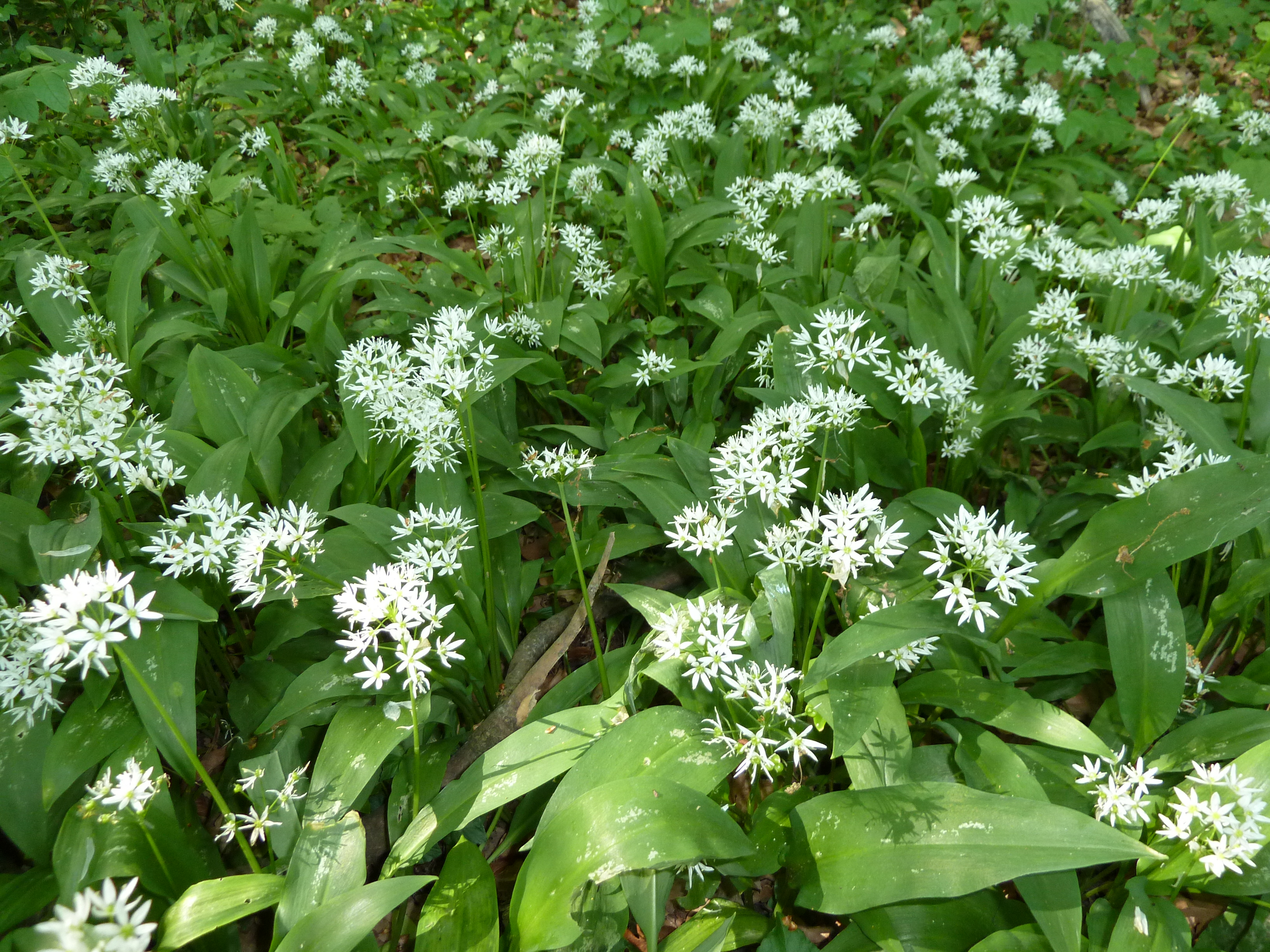
Porost česneku medvědího
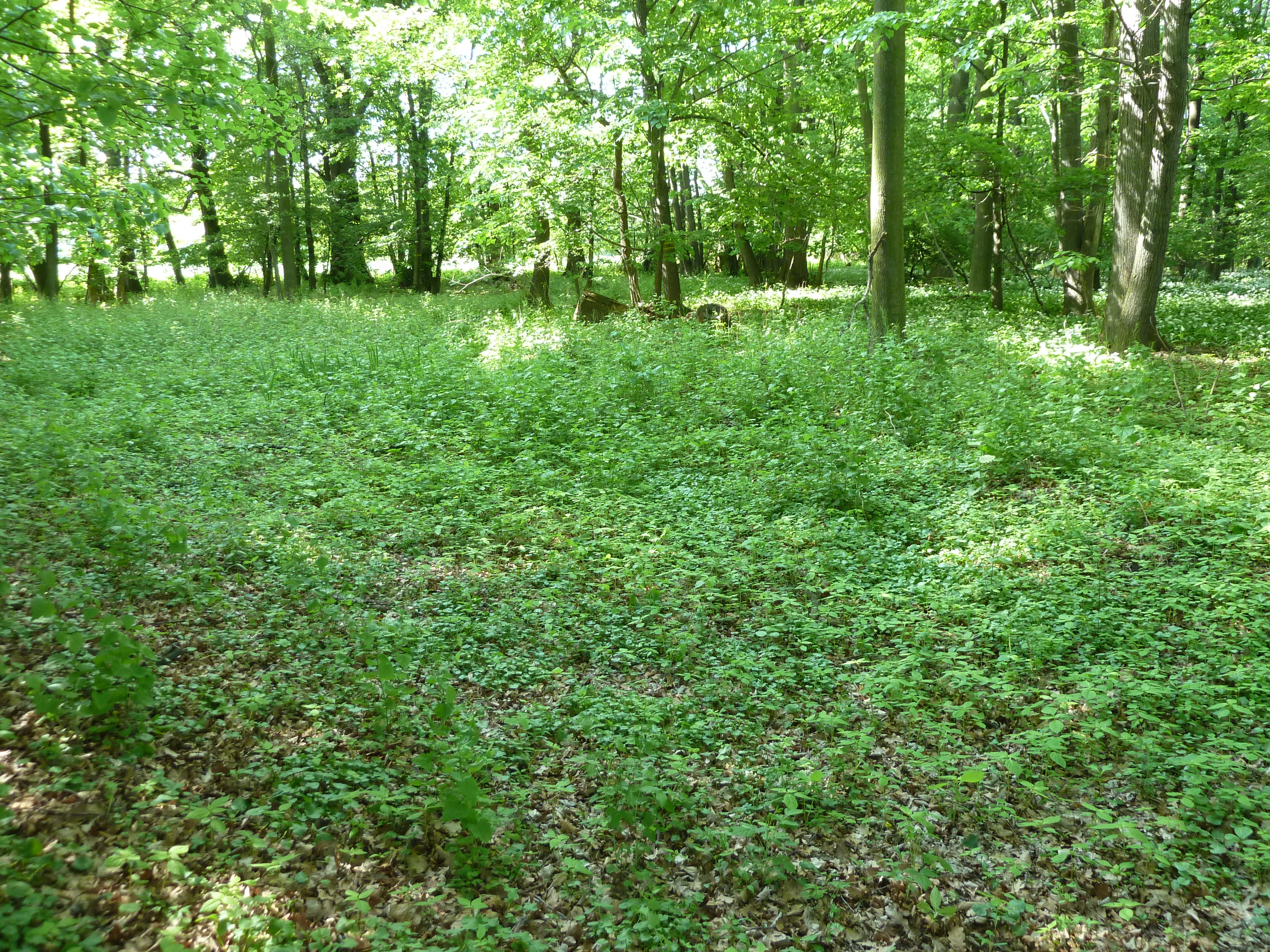
Periodická tůň bez vody